# حادث

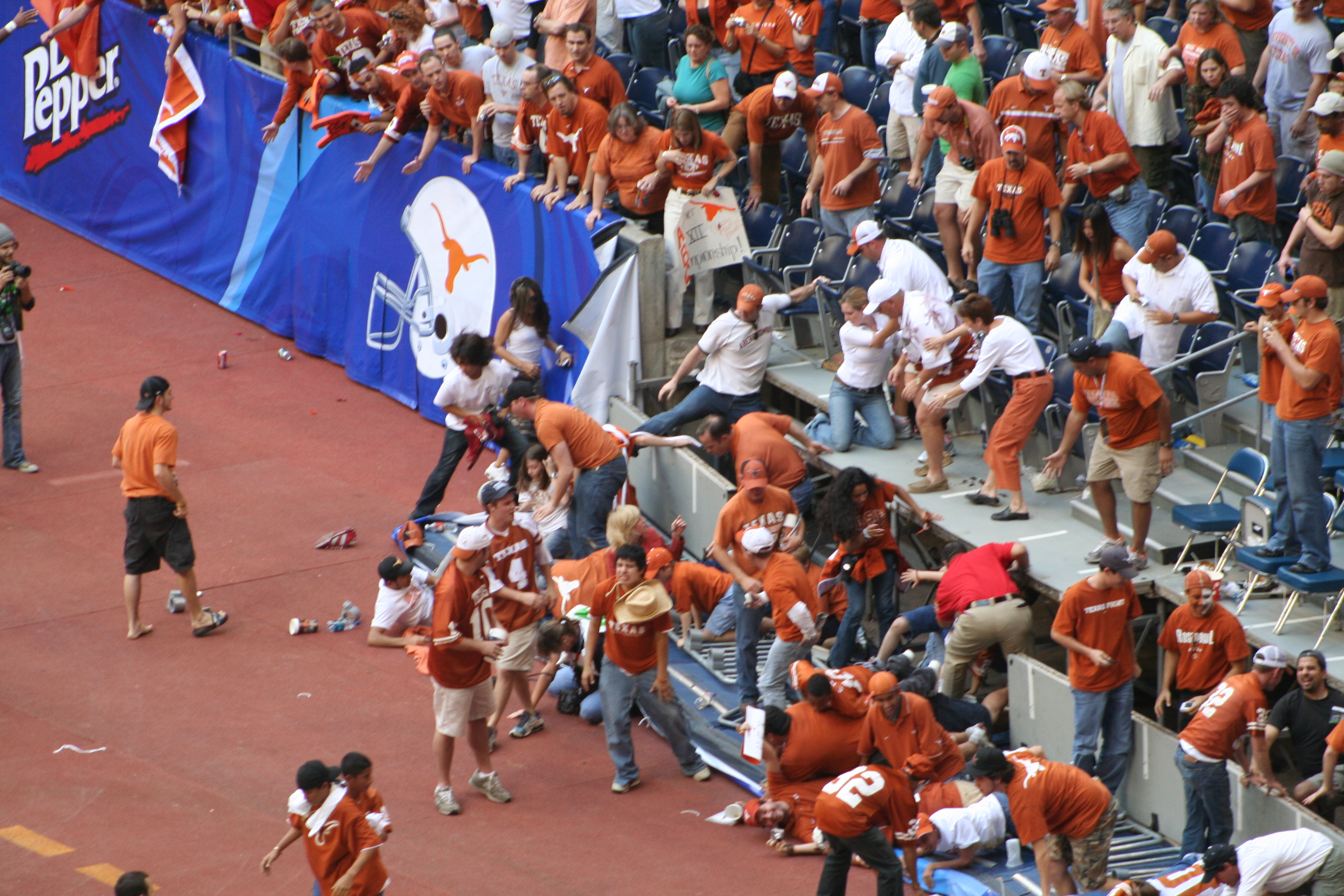
انهيار الحاجز الحديدي حدث أثناء مبارة في كلية كرة قدم ، وامتد إلى المشجعين و(الهواة) على الجوانب

الحادث بصفة عامة أي واقعة أو حدث غير مخطط له مسبقاً يقع نتيجة لظروف غير سليمة ويتسبب في وقوع عطل أو حدوث خسارة .
الحادِثِ لغة:
حادث: فاعل من حَدَثَ من يَحدُث، حُدوثًا، فهو حادث، والمفعول مَحْدُوث عنه
حدَث الأمرُ: وقع وحصَل. أو وُقوعِ أَمْرٍ طارئٍ. وَصَلَتِ الشُّرْطَةُ إلى مَكانِ الحادِثِ: الْمَكانُ الَّذي حَدَثَ فيهِ الحَدَثُ، الفِعْلُ، أَيْ جَريمَةٌ أوْ سَرِقَةٌ أَوِ اصْطِدامُ سَيَّارَةٍ.

## الانواع

### المادي وغير المادي
وتشمل الأمثلة المادية حوادث الاصطدام غير المقصودة أو السقوط، التعرض للإصابة عن طريق لمس الاشياء الحادة، والساخنة، أو الكهرباء، أو تناول السم. الأمثلة غير المادية ويتم كشفها عن غير قصد سرا أو بقول شيئا غير صحيح، أو نسيان موعد، ...الخ

## حادث العمل
كثيرا ما يتعرض العامل أثناء مزاولة عمله إلى حوادث أو إصابات ينجم عنها عجز دائم أو مؤقت.

### تعريف حادث العمل
«يعتبر حادث العمل كل حادث انجرت عنه إصابة بدنية ناتجة عن سبب مفاجئ وخارجي وطرأ في اطار علاقة العمل»
وهذا هو المبدأ والقاعدة العامة في حادث العمل المعتبر قانونا بمعنى ان الحادث يجب ان يقع في ظل علاقة التبعية الناتجة عن علاقة العمل وفي اوقات العمل الفعلية فلا يمكن التذرع بحادث العمل في اوقات يكون فيها العامل خارج مقر عمله دون اذن وعلم مستخدمه ولم يكن في مهمة عمل.

## الحادث المروري:-

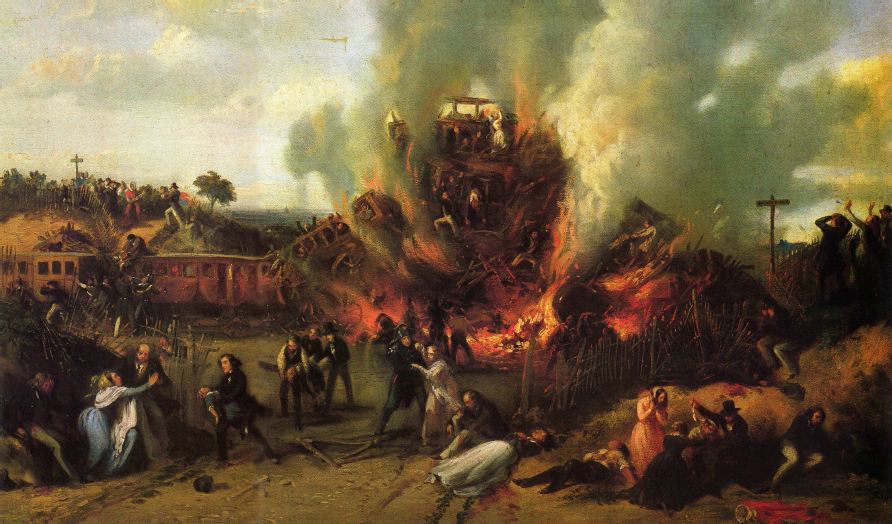
حادث سكك حديدية في فرساي في عام 1842

### تعريف الحادث المروري:-
الحادث المروري هو حدث اعتراضي يحدث بدون تخطيط مسبق من قبل سيارة (مركبة)، واحدة أو أكثر مع سيارات ( مركبات) أخرى أو مشاة أو حيوانات أو أجسام على طريق عام أو خاص، وعادة ما ينتج عن الحادث المروري أضرار وإصابات تتفاوت من طفيفة بالممتلكات والمركبات إلى جسيمة تؤدي إلى الوفاة أو الإعاقة المستديمة.
أنواع الحوادث المرورية:-
- - تصادم بين سيارات متقابلة ( وجها لوجه).
- - تصادم على شكل زاوية ( تصادم بين سيارات عند التقاطعات).
- - تصادم من الخلف ( سيارات تسير بنفس الاتجاه).
- - تصادم جانبي.
- - تصادم أثناء الدوران (الالتفاف).
- - صدم سيارة متوقفة.
- - صدم جسم ثابت .
- - حادث لسيارة واحدة ( عادة انقلاب أو فقدان السيطرة على السيارة).
- - دهس مشاة.
- - صدم دراجة .
- - صدم حيوان.[6][7]